# Rumst
Rumst är en kommun i Belgien. Den ligger i provinsen Antwerpen och regionen Flandern. Antalet invånare är cirka 15 114 invånare (2018). Rumst gränsar till Duffel, Kontich, Mechelen, Niel, Willebroek, Sint-Katelijne-Waver, Aartselaar, Boom och Schelle. 